# Paleomiogypsina
Paleomiogypsina es un género de foraminífero bentónico de la familia Miogypsinidae, de la superfamilia Rotalioidea, del suborden Rotaliina y del orden Rotaliida. Su especie tipo es Paleomiogypsina boninensis. Su rango cronoestratigráfico abarcaba desde el Chattiense superior (Oligoceno superior) hasta el Aquitaniense inferior (Mioceno inferior).

## Clasificación
Paleomiogypsina incluye a la siguiente especie:
- Paleomiogypsina boninensis †